# مظفرآباد (سبزوار)
مظفرآباد، روستایی است از توابع بخش روداب و در شهرستان سبزوار استان خراسان رضوی ایران.

## جمعیت
این روستا در دهستان خواشد قرار داشته و بر اساس سرشماری سال ۱۳۸۵ جمعیت آن ۸۳ نفر (۲۹ خانوار)
بوده است.